# 枣阳之战
枣阳之战，1217年（宋宁宗嘉定十年、金宣宗兴定元年）四月至1219年（宋宁宗嘉定十二年、金宣宗兴定三年）七，南宋军队在枣阳抵御金朝军队的作战。
1217年四月，宋军在襄阳击败金军时，金军另一路围攻枣阳，南宋钤辖孟宗政奉命率军驰援，使围城金军退走。
1218年正月，金朝签书枢密院事完颜赛不率军号称十万再围枣阳。孟宗政与统制扈再兴合兵拒敌，双方对峙三个月，大小七十余战，金军在城四周开壕，驻兵于壕外长久围困。孟宗政招兵依城拒守，同时派军突袭金军。随州许国率军到枣阳城南白水，孟宗政乘机率部出击，金军在宋军的夹击下，退回淮北。
1219年春，金军分三路南攻，中路完颜讹可军进围枣阳被宋军击退后，于七月再围枣阳。孟宗政率部用沙袋、糠囊筑垒以护城栅，并招募炮手抵御。金军选精兵两千，号称弩子手，架云梯、天桥攻城，被宋军击退。金军命攻城将士身穿厚铠，戴着铁面具攻城，孟宗政率部与金军大战十五阵，连败金军，金军攻城不下，在城下驻军八十余日。南宋京湖制置使赵方命在唐州（今河南唐河）、邓州的许国、扈再兴二部回师枣阳，合攻金军。扈再兴于鯗河击败金军，在枣阳城南再败金军，孟宗政从城中出击，内外合军、大败金军，杀三万余人。完颜讹可单骑逃走，宋军追至马山（今河南内乡西南）焚金寨，入邓州。